# هوارد غرين (لاعب كرة قدم أمريكية)
هوارد غرين (بالإنجليزية: Howard Green)‏ هو لاعب كرة قدم أمريكية أمريكي، ولد في 12 يناير 1979 في دونالدسونفيل في الولايات المتحدة.

## وصلات خارجية
- هوارد غرين على موقع مرجع كرة القدم المحترفة.كوم (الإنجليزية)